# Iglesia Episcopal Metodista Park Place South
La Iglesia Episcopal Metodista Park Place South (en inglés: Park Place Methodist Episcopal Church South) es una iglesia histórica ubicada en San Diego, California.  Iglesia Episcopal Metodista Park South se encuentra inscrita  en el Registro Nacional de Lugares Históricos desde el 15 de septiembre de 1983.

## Ubicación
La Iglesia Episcopal Metodista Park South se encuentra dentro del condado de San Diego en las coordenadas 32°44′06″N 117°09′32″O / 32.735, -117.158889.